# Constante (programação)
Em linguagens de programação, constantes são usadas em expressões para representar vários tipos de valores. Na linguagem de programação  C existem regras rígidas para determinar como devem ser escritos estes valores. Mais abaixo há exemplos sobre as regras para escrever constantes.
Exemplos de constantes em JavaScript:
```
/* Na expressão abaixo, "2" e "3.14159" são constantes numéricas. */

var
 
tau
 
=
 
2
 
*
 
3.14159
;

/* Nesta outra, "'Olá, mundo!'" é uma constante do tipo 'string' (cadeia de caracteres). */

var
 
msg
 
=
 
'Olá, mundo!'
;

/* Exemplos de constantes com identificador, associadas a dados do tipo 'booleano'.

Nomes de constantes em JavaScript são usualmente escritos em letras maiusculas

para se difereciarem das variáveis. */

const
 
VERDADEIRO
 
=
 
true
;

const
 
FALSO
 
=
 
false
;

```

## Tipos de constantes

### Constantes Inteiras
São valores numéricos sem ponto decimal, precedidos ou não por um sinal. Não é possível separar o sinal do valor numérico. Constantes válidas são, por exemplo: 1997, -3, +5, 0 e -32000.
Alguns exemplos de erros na escrita de constantes inteiras são
- 1.0  (Não é possível usar ponto decimal.)
- - 345 (Não é possível colocar um espaço555 entre o sinal e o valor numérico.)
- 23 (Não é possível usar notação de expoentes.)

### Constantes Inteiras Longas
São constantes armazenadas em um número maior de bits. Para diferenciá-las de constantes inteiras comuns acrescenta-se um L ao final do número. Nos compiladores modernos o número de bytes usados para armazenar os valores inteiros é o mesmo tanto para tipos inteiros (int) quanto para tipos inteiros longos (long int). Por esta razão esta diferença entre constantes inteiras perde a razão de ser. Alguns exemplos de constantes inteira longas, são:234L, 320000L e -120000L.

### Constantes octais
São constantes representadas na base 8. Normalmente são representadas sempre sem sinal e devem iniciar com um algarismo 0. Na tabela abaixo mostramos exemplos de constantes octais e o seu valor na base 10.
| Base de 8 | Base de 10 |
| --------- | ---------- |
| 025       | 21         |

### Constantes hexadecimais
São constantes representadas na base 16. Normalmente são representadas com um 0x ou 0X antecedendo o número. Na tabela abaixo há exemplos de constantes hexadecimais e o seu valor na base 10.
| Base de 16 | Base de 10 |
| ---------- | ---------- |
| OxF        | 15         |
| 0X25       | 37         |

### Constante em ponto flutuante
São também conhecidos como constantes reais. Cada constante de ponto flutuante é considerada ser do tipo double. Uma constante em ponto flutuante é normalmente representada com ponto decimal, precedidas ou não de um sinal, podendo ser seguidas por um expoente. Quando a constante é seguida por um expoente a notação é conhecida como "científica". São exemplos de constantes em ponto flutuante: +23.45e-10, 123.45, 123.45E+10 e 123.45F.

### Constantes de caracteres
Uma constante caractere é um único caractere escrito entre ', como em 'a', podendo participar normalmente de expressões aritméticas. O valor que entra na expressão é o do código usado para representar o caractere. Em adição, uma constante de tamanho igual a um byte pode ser usada para definir um constante deste tipo, escrevendo, por exemplo, '\ddd`, onde ddd é uma constante com um até três dígitos octais. Exemplos de constantes do tipo caractere são:
| "a"     | caractere a                                                   |
| "A"     | caractere A                                                   |
| "\0141" | Constante octal correspondente ao caractere 'a'               |
| "\n"    | Nova linha, posiciona o cursor no início da nova linha.       |
| "\r"    | Carriage return, posiciona o cursor no início da linha atual. |

### Constantes em cadeia de caracteres
Em alguns casos, utilizamos a palavra cadeia para significar cadeia de caracteres (string em inglês). Uma constante do tipo cadeia de caracteres é uma sequência de qualquer número de caracteres entre ", como no exemplo abaixo:
"Alô mundo!!!"
A linguagem C insere automaticamente ao final de uma cadeia de caracteres um caractere null ('\0'). Os caracteres \ e " têm um significado especial em cadeias de caracteres e para serem representados precisam ser antecedidos pelo caractere escape. Portanto, \\ e \" devem ser usados dentro de cadeias de caracteres para representar \ e " respectivamente. Por exemplo:
"Estas são \" (aspas) dentro de cadeias.".
As aspas no meio da cadeia não indicam o fim, já que elas estão precedidas do caractere de escape.